# Championnat du Norrland de football 1942
Navigation
Édition précédente Édition suivante
Le Championnat du Norrland 1942 ou Norrländska Mästerskapet 1942 est la 12e édition de ce championnat qui vise à permettre aux meilleurs clubs du Norrland, alors écartés de l'Allsvenskan, de s'affronter afin de déterminer le meilleur club des régions septentrionales du pays. Bodens BK remet son trophée en jeu.

## Tour préliminaire
- 14 juin 1942 : Bodens BK 12 - 0 Malmbergets AIF
- 14 juin 1942 : IFK Holmsund 3 - 2 Skellefteå AIK
- 14 juin 1942 : Järpens IF 0 - 2 GIF Sundsvall

## Phase finale
|  | Demi-finales                                      | Demi-finales                                      |               |   | Finale                                               | Finale                                               |
|  | Demi-finales                                      | Demi-finales                                      |               |   | Finale                                               | Finale                                               |
|  |                                                   |                                                   |               |   |                                                      |                                                      |
|  | 28 juin 1942 à Sundsvall (Sundsvalls idrottspark) | 28 juin 1942 à Sundsvall (Sundsvalls idrottspark) |               |   | 19 juillet 1942 à Sundsvall (Sundsvalls idrottspark) | 19 juillet 1942 à Sundsvall (Sundsvalls idrottspark) |
|  | 28 juin 1942 à Sundsvall (Sundsvalls idrottspark) | 28 juin 1942 à Sundsvall (Sundsvalls idrottspark) |               |   | 19 juillet 1942 à Sundsvall (Sundsvalls idrottspark) | 19 juillet 1942 à Sundsvall (Sundsvalls idrottspark) |
|  | GIF Sundsvall                                     | 4                                                 |               |   | 19 juillet 1942 à Sundsvall (Sundsvalls idrottspark) | 19 juillet 1942 à Sundsvall (Sundsvalls idrottspark) |
|  | GIF Sundsvall                                     | 4                                                 |               |   | 19 juillet 1942 à Sundsvall (Sundsvalls idrottspark) | 19 juillet 1942 à Sundsvall (Sundsvalls idrottspark) |
|  | Kramfors IF                                       | 1                                                 |               |   | 19 juillet 1942 à Sundsvall (Sundsvalls idrottspark) | 19 juillet 1942 à Sundsvall (Sundsvalls idrottspark) |
|  | Kramfors IF                                       | 1                                                 | GIF Sundsvall | 2 |                                                      |                                                      |
|  | 21 juin 1942 à Boden                              |                                                   | GIF Sundsvall | 2 |                                                      |                                                      |
|  |                                                   | IFK Holmsund                                      | 1             |   |                                                      |                                                      |
|  | Bodens BK                                         | IFK Holmsund                                      | 1             | 0 |                                                      |                                                      |
|  | Bodens BK                                         |                                                   |               | 0 |                                                      |                                                      |
|  | IFK Holmsund                                      | 1                                                 |               |   |                                                      |                                                      |
|  | IFK Holmsund                                      | 1                                                 |               |   |                                                      |                                                      |

| Vainqueur du Norrländska Mästerskapet 1942 |
| ------------------------------------------ |
| GIF Sundsvall 1er titre                    |